# Vampiro (album)
Vampiro è il nono album in studio del gruppo musicale heavy metal statunitense Helstar pubblicato dall'etichetta discografica Ellefson Music Productions, appartenente a David Ellefson, nel 2016.

## Il disco
Come si evince dal titolo si tratta di un concept album incentrato sui vampiri, il secondo dei texani che già nel 1989 pubblicarono Nosferatu, il loro disco di maggior successo. Le coordinate stilistiche di questo lavoro ricordano peraltro quelle di Nosferatu, abbinando le strutture tipiche del power metal americano a dei fraseggi dal tasso tecnico elevato. Le atmosfere cupe che accompagnano i brani sono in linea con le tematiche trattate e in un paio di pezzi vengono accentuate dalla presenza di cori femminili e di strumenti ad arco suonati da Mike Heald. Anche la prova del cantante James Rivera, capace di alternare parti evocative a vocalizzi acuti, contribuisce ad una resa sonora adeguata al contesto.
Alla realizzazione dell'album, come già accaduto per Nosferatu, partecipò anche Bill Metoyer, noto per la sua collaborazione con la Metal Blade Records, in fase di mastering e missaggio. Il CD venne preceduto dall'uscita del singolo Black Cathedral, reso disponibile download digitale il 9 aprile del 2016.

## Tracce
1. Awaken Unto Darkness – 6:47 (testo: L.Barragan – musica: L.Barragan, G.Smith, A.Atwood)
2. Blood Lust – 5:24 (testo: L.Barragan, J.Rivera – musica: L.Barragan)
3. To Dust You Will Become – 5:22 (L.Barragan)
4. Off With His Head – 5:16 (A.Atwood)
5. From the Pulpit to the Pit – 5:30 (testo: L.Barragan, J.Rivera – musica: L.Barragan)
6. To Their Death Beds They Fell – 4:41 (A.Atwood, J.Rivera)
7. Malediction – 3:56 (musica: A.Atwood) – (strumentale)
8. Repent in Fire – 4:15 (A.Atwood)
9. Abolish the Sun – 6:00 (testo: L.Barragan, J.Rivera – musica: L.Barragan)
10. Black Cathedral – 7:39 (testo: L.Barragan, A.Atwood, J.Rivera – musica: L.Barragan)
11. Dreamless Sleep – 2:32 (A.Atwood)

## Formazione
- James Rivera – voce
- Larry Barragan – chitarra, cori
- Andrew Atwood – chitarra
- Garrick Smith – basso
- Mikey Lewis – batteria

### Altri musicisti
- Mike Heald – violino, violoncello
- Christina Pumarejo-Urbieta – cori
- Nathan Salazar – voce di sottofondo
- Imelda Barragan – voce di sottofondo

### Produzione
- Bill Metoyer – mastering, missaggio
- Larry Barragan – ingegneria del suono, missaggio
- Mikey Lewis – ingegneria del suono della batteria
- Helstar – produzione
- David Ellefson – produzione esecutiva
- Thom Hazaert – A&R
- Kai Brockschmidt  – grafica